# Stuart Lewis-Evans
Stuatt Lewis-Evans (Luton, Bedfordshire, 20 de abril de 1930-East Grinstead, Sussex Occidental, 25 de octubre de 1958) fue un piloto británico de automovilismo. Fue parte de 14 Grandes Premios de Fórmula 1, consiguiendo dos podios y dos pole positions.

## Carrera

### Fórmula 1
Llegó a Fórmula 1 con el equipo Connaught Engineering en el Gran Premio de Mónaco de 1957, logrando un 4º puesto. Luego pasó al equipo Vanwall, con el que logró sus dos podios, pero trágicamente también encontró la muerte cuando el motor de su monoplaza explotó. Fue durante el Gran Premio de Marruecos de 1958, en el circuito de Ain-Diab, lo que hizo que volcara y chocara. Stuart Lewis-Evans sufrió graves quemaduras, muriendo en un hospital de Inglaterra seis días después del accidente, el 25 de octubre de 1958.

## Resultados

### Fórmula 1
(Clave) (negrita indica pole position) (cursiva indica vuelta rápida)

| Año         | Escudería                | 1   | 2       | 3       | 4       | 5     | 6       | 7     | 8       | 9     | 10      | 11      | Pos. | Puntos |
| ----------- | ------------------------ | --- | ------- | ------- | ------- | ----- | ------- | ----- | ------- | ----- | ------- | ------- | ---- | ------ |
| 1957        | Connaught Engineering    | ARG | MON 4   | 500     |         |       |         |       |         |       |         |         | 12.º | 5      |
| 1957        | Vandervell Products Ltd. |     |         |         | FRA Ret | GBR 7 | GER Ret | PES 5 | ITA Ret |       |         |         | 12.º | 5      |
| 1958        | Vandervell Products Ltd. | ARG | MON Ret | NED Ret | 500     | BEL 3 | FRA Ret | GBR 4 | GER     | POR 3 | ITA Ret | MAR Ret | 9.º  | 11     |
| Referencia: |                          |     |         |         |         |       |         |       |         |       |         |         |      |        |